# Майдан. Революція гідності, 2013-2014
«Майдан. Революція гідності, 2013—2014» — фотокнига, фотолітопис у трьох блоках.
Фотолітопис складається з трьох частин: «Студентський Майдан», «Революція Гідності» і «Небесна сотня». В ньому використані світлини, зроблені професійними фотокореспондентами, а також фотолітописи надані учасниками Революції гідності та родинами загиблих.

## Вихідні дані
Майдан. Революція гідності, 2013—2014 [Текст]: [фотолітопис: у 3 блоках] / [авт. ідеї: С. Кубів. О. Святоцький ; худож. оформл.: С. Харук, О. Харук ; фот. П. Шаповал та ін.]. — Київ: Ін Юре, 2015. — Назва на корінці та футлярі: Майдан, 2013—2014.
[Блок 1]: Народ єдине джерело влади в Україні. — 2015. — 77, [2] с. : фот. кольор. + 1 арк. дод. — ISBN 978-966-313-513-7 (комплект у футлярі, у коробці)
[Блок 2]: Україна понад усе!. — 2015. — 77, [2] с. : фот. кольор. — ISBN 978-966-313-513-7 (комплект у футлярі, у коробці)
[Блок 3]: Герої не вмирають!. — 2015. — 75, [4] с. : фот. кольор. — ISBN 978-966-313-513-7 (комплект у футлярі, у коробці)

## Вміст
Фотолітопис-трилогія містить світлини, зняті на початку Революції Гідності, у ході боротьби на Майдані та під час подій, пов'язаних з увічненням пам'яті загиблих Героїв Небесної Сотні. В альбомі зібрано майже 3 тисячі фоторобіт. Серед авторів світлин трилогії - Павло Шаповал, Валерій Шмаков, Сергій Харук, Володимир Таран, Сергій Аніщенко, Павло Багмут, Вадим Григф, Сергій Удак, Олександр Космач, Ворлодимир Тарасов, Володимир Фалін та багато інших. 
До складу редколегії увійшли й родини Героїв Небесної Сотні.
Фотолітопис-трилогія «Майдан: Революція гідності» був створений з ініціативи Степана Кубіва і став спільним проєктом низки громадських організацій та сімей Героїв Небесної Сотні. Цей фотолітопис не є комерційним проєктом, кількість примірників обмежена і отримати один з них можна лише у подарунок від авторів проєкту. Примірники розійшлися до бібліотек посольств та консульств, президентів багатьох країн світу, суспільних та громадських лідерів.
Світлини у виданні ілюстровані віршами, авторами яких є поети Наталія Крісман, Тетяна Череп-Пероганич, Галина Фесюк, Надія Таршин, Іванна Осос, заслужений артист України Богдан Пісний, Уляна Кривохатько, Уляна Дубініна, Світлана Макаревська, Валентина Попелюшка, Лідія Анциперова, Оксана Маковець, Богдан Томенчук, Людмила Яцура, Мар’яна Савка, Надія Дичка, Світлана Тарнавська, Марина Падалко, Дмитро Андрощук.